# Largo Winch : Aller simple pour les Balkans
Largo Winch : Aller simple pour les Balkans (Largo Winch: Empire Under Threat dans les pays anglophones) est un jeu vidéo d'aventure en pointer-et-cliquer développé et édité par Ubisoft, sorti en 2002 sur Windows, GameCube, PlayStation 2 et Xbox. 

## Synopsis
Le scénario du jeu semble prendre place après le premier opus de la série. L'intrigue se rapproche de celle du deuxième film. Alors que Nerio Winch, multi-milliardaire, vient de mourir et de léguer le groupe W à son fils adoptif Largo, une opération humanitaire lancée par ce dernier tourne au cauchemar lorsque des terroristes s'en prennent à ses laboratoires autour du monde. De crainte que ces attaques et détournements de fonds n'entachent la réputation du groupe W, particulièrement en période d'opération humanitaire, Largo Winch décide d'enquêter et d'intervenir lui même afin de démasquer les malfaiteurs.

## Système de jeu
Le jeu alterne entre phases de Point-&-Click classiques, et des phases de combats ou d'interaction. L'univers y est entièrement modélisé en 3D, à l'inverse de Point-&-Click comme Grim Fandango, il ne s'agit pas d'un univers 3D pré-rendu et inséré en 2D dans le jeu. Le joueur peut également utiliser une manette sur PC au lieu des traditionnels clavier et souris.

## Compatibilité
Du fait de son ancienneté, il n'est pas possible d'installer le jeu sur des ordinateurs utilisant l'architecture 64 bits, l'installateur contenant des fichiers 16 bits. Toutefois, il est possible de lancer le jeu après avoir copié ses fichiers manuellement. L'installateur ne fonctionne pas non plus sous Windows 10 version 32 bits.

## Accueil et critiques
- Jeux vidéo Magazine : 13/20[1]
- Jeuxvideo.com : 11/20 (PC)[2] - 13/20 (PS2, XB)[3]